# Micrathena pungens
Micrathena pungens es una especie de araña araneomorfa del género Micrathena, familia Araneidae. Fue descrita científicamente por Walckenaer en 1841.
Habita desde Colombia hasta Bolivia.